# Trump Always Chickens Out

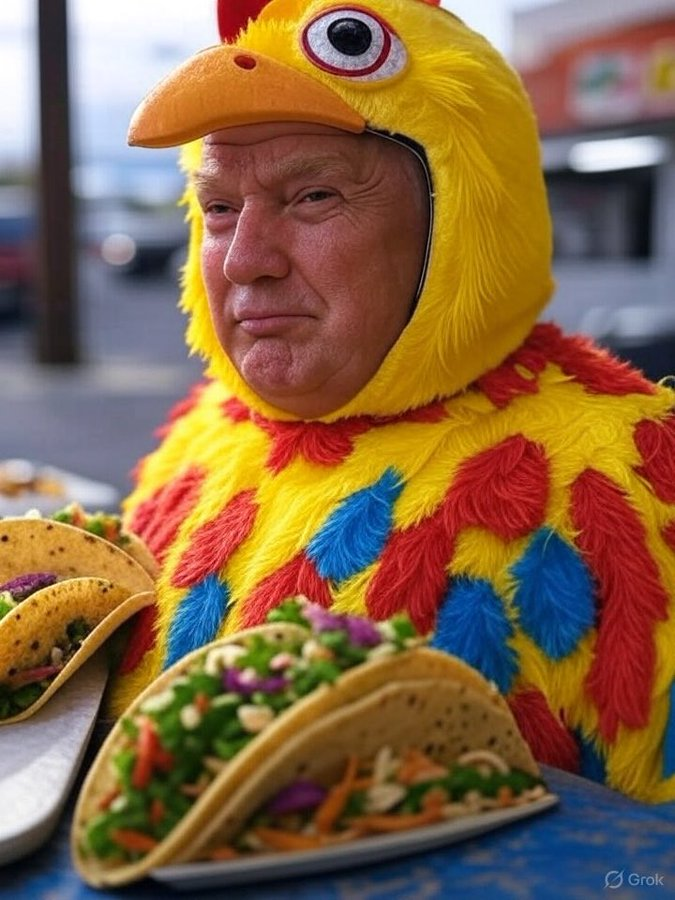
Imagen satírica de Donald Trump creada por inteligencia artificial que referencia el TACO.

Trump Always Chickens Out, (Traducido al español como Trump Siempre se Acobarda) también conocida por la abreviación TACO, es un acrónimo que cobró relevancia en mayo de 2025 tras las numerosas amenazas y retrocesos que hizo Donald Trump durante la guerra comercial que inició con los aranceles del «Día de la Liberación» en su segunda presidencia. El acrónimo se utiliza para describir la tendencia de Trump a lanzar amenazas arancelarias, solo para retrasarlas posteriormente como una forma de aumentar el tiempo de negociación y la recuperación de los mercados.

## Antecedentes
La tendencia de Trump a cambiar de opinión sobre sus posturas políticas ya había sido analizada y descrita desde su primera campaña presidencial. Antes de la aparición del acrónimo TACO, los analistas utilizaban términos como «backtrack» y «flip-flop». Los operadores de Wall Street lo llamaban la  «opción de venta de Trump» cuando, durante su primer mandato, cambiaba una política si los mercados reaccionaban mal a ella.
Esta tendencia sigue siendo estudiada antes y durante la segunda presidencia de Trump, con comentaristas señalando temas específicos que incluyen el comercio, la inmigración,   y las relaciones internacionales.

## Origen
El término fue utilizado por primera vez por el periodista del Financial Times, Robert Armstrong, en un artículo de opinión del 2 de mayo de 2025 que analizaba los aranceles y sus efectos en los mercados estadounidenses.  En el artículo, parte de una serie titulada «Sin cobertura», Armstrong afirmó que los mercados se estaban dando cuenta de que «la administración estadounidense no tolera muy bien la presión del mercado y la economía, y se apresurará a ceder cuando los aranceles causen problemas». Armstrong bautizó esto como «la teoría del TACO: Trump Always Chickens Out».

## Ejemplos

### Aranceles
Katie Martin, del Financial Times, ofreció tres ejemplos del «factor Taco» en los que Trump revirtió una decisión ante la reacción del mercado: la imposición de aranceles elevados por el Día de la Liberación y su suspensión una semana después; su petición de destitución del presidente de la Reserva Federal, Jerome Powell, antes de distanciarse de la idea; y el compromiso de Estados Unidos de reducir los aranceles contra China durante las negociaciones comerciales de mayo.  Otro ejemplo es el retraso de Trump hasta el 9 de julio para su propuesta de aranceles del 50% que afecta a las importaciones de la UE, lo que posteriormente provocó un repunte en los mercados europeos.  

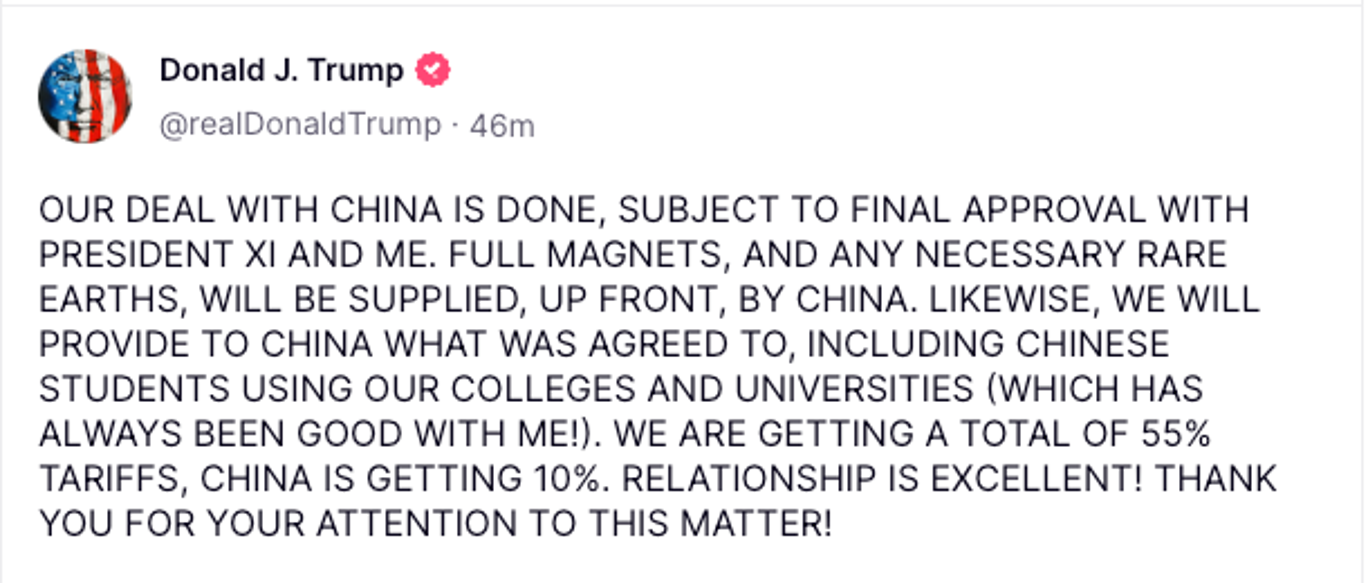
Una publicación en Truth Social de Donald Trump anunciando la reversión de algunos aranceles contra China, lo que algunos analistas consideran como un ejemplo de «TACO».

Shannon Pettypiece, de NBC News, escribió sobre diez ejemplos en los que «Trump ha amenazado con aranceles y luego ha dado marcha atrás desde que asumió el cargo». Añadió: «Si bien Trump ha impuesto una serie de aranceles radicales que han incrementado los costos para las empresas y los consumidores estadounidenses que compran productos del extranjero, ha amenazado con muchos más aranceles de los que ha implementado». 
El 11 de junio de 2025, Trump publicó en Truth Social que había llegado a un acuerdo en la guerra comercial de Estados Unidos con China. ABC News señaló que un portavoz chino dijo que era un «marco» para consolidar los acuerdos alcanzados en mayo, y que las conversaciones representaban la "primera reunión". El secretario de Comercio, Howard Lutnick, se refirió al acuerdo como un "apretón de manos para un marco".  El Wall Street Journal publicó un editorial criticando el acuerdo, calificándolo de "tregua que se inclina a favor de China" al parecer "restablecer su relación comercial a donde estaba hace unos meses antes de una escalada de ojo por ojo".   Fareed Zakaria, de The Washington Post, vio el vago acuerdo comercial como un ejemplo de "TACO", excepto por "un giro": los estadounidenses "seguirán pagando una tasa arancelaria del 55 % sobre los productos de China (en comparación con el arancel del 10 % de China sobre los productos estadounidenses)".  El 8 de julio de 2025, Trump anunció nuevamente un retraso en la implementación de aranceles contra 14 países, retrasando la fecha límite para las negociaciones del 9 de julio al 1 de agosto.  Bloomberg informó que Trump ha suavizado su tono de línea dura sobre China para asegurar una cumbre con el Secretario General del Partido Comunista Chino, Xi Jinping, con el objetivo de impulsar un acuerdo comercial entre Estados Unidos y China.

### Relaciones internacionales
Gideon Rachman, del Financial Times, escribió que «Trump siempre se acobarda también en política exterior», citando un artículo de Jeremy Shapiro, del Consejo Europeo de Relaciones Exteriores, que concluyó que Trump había amenazado con el uso de la fuerza contra adversarios extranjeros en 22 ocasiones (hasta principios de 2025), pero en realidad solo lo hizo en dos ocasiones. Por ejemplo, durante su primer mandato, Trump amenazó con «fuego y furia» contra Corea del Norte y con borrar Afganistán de la faz de la tierra en 10 días; Trump no cumplió en ninguno de los dos casos, sino que entabló negociaciones fallidas con Corea del Norte sobre programa nuclear y firmó un acuerdo para la retirada estadounidense de Afganistán sin concesiones significativas de los talibanes a cambio.

## Reacciones

### En política y economía

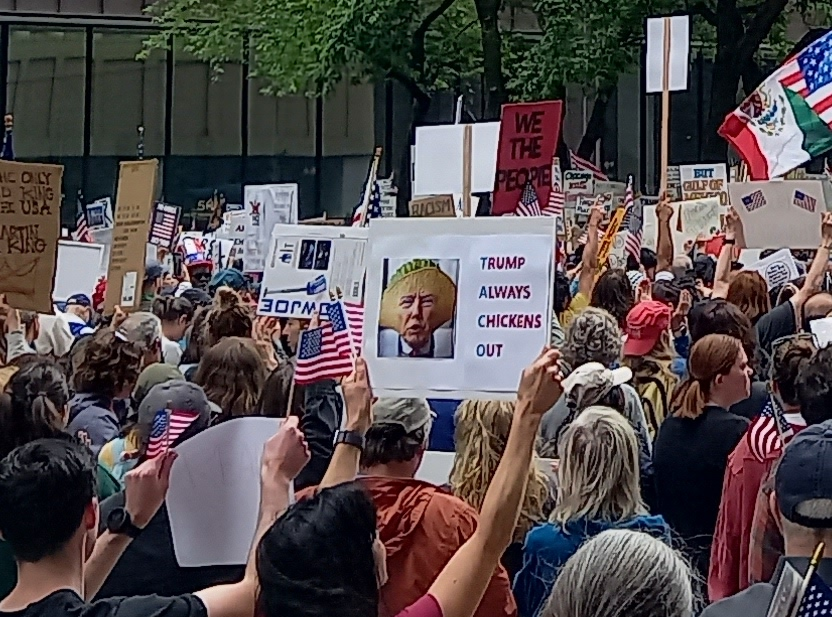
Un cártel sobre el TACO es visible durante la protesta No Kings en Chicago.

El 28 de mayo de 2025, durante la ceremonia de juramentación del fiscal general interino, Megan Cassella, corresponsal de la CNBC, le preguntó a Donald Trump qué opinaba sobre el término. Negó la conducta, afirmando que «se llama negociación». Calificó la pregunta de «desagradable», y añadió: «Normalmente tengo el problema contrario. Dicen que soy demasiado duro». Según la CNN, Trump aún desconocía del término y al principio entendió que Cassella lo estaba llamando gallina.
Lawrence O'Donnell señaló que las políticas y acciones de Trump que, en su opinión, serían revertidas por los tribunales, pero que, junto con las reversiones que el propio Trump ha hecho, lo caracterizan como un «presidente ineficaz» ya que todos son cada vez más conscientes de que dará marcha atrás, dando lugar al acrónimo TACO, mientras que la guerra arancelaria sigue perjudicando a las empresas estadounidenses.  El New York Times citó a los analistas Salomon Fiedler de Berenberg Bank, Paul Donovan de UBS Wealth Management y Chris Beauchamp de IG Group, diciendo que las amenazas arancelarias de Trump «no son duraderas».
El 28 de mayo de 2025, el Tribunal de Comercio Internacional de los Estados Unidos (CIT) dictaminó que Trump se había extralimitado en su autoridad bajo la Ley de Poderes Económicos de Emergencia Internacional (IEEPA) y anuló todos los aranceles relacionados con ella. Esto llevó al gobernador de California, Gavin Newsom, a comentar: «Hoy llueve tacos».   La agencia Reuters publicó una nota sobre las siglas populares entre los inversores cuatro meses después del segundo mandato de Trump: YOLO, TACO, MEGA, MAGA (Make America Go Away) y FAFO. Al ser contactado para obtener comentarios, el portavoz de la Casa Blanca , Kush Desai, declaró en un correo electrónico: «Estas siglas absurdas reflejan cómo los analistas poco serios se han burlado constantemente del presidente Trump y su agenda, que ya ha generado múltiples informes de empleo e inflación que superaron las expectativas, billones en compromisos de inversión, un acuerdo comercial histórico con el Reino Unido y una creciente confianza del consumidor».
En una entrevista con Nicolle Wallace en MSNBC el 30 de mayo, el economista Justin Wolfers acuñó acrónimos adicionales para las acciones de Trump relacionadas con la comida mexicana: Burrito : la "Reescritura Descaradamente Inconstitucional de las Reglas del Comercio Internacional, Obviamente". Dijo que la respuesta correcta sería invocar Churro : "Los Tribunales Tienen la Responsabilidad Final de Restablecer el Orden". 
David A. Graham, escribiendo para The Atlantic, recordó su propio análisis de 2018 sobre la «práctica de ceder casi siempre» de Trump en política internacional durante su primer mandato, señalando que Wall Street apenas se está dando cuenta, y dado que ahora Trump conoce la expresión comercial TACO, esto podría significar que podría tomar malas decisiones y persistir en ellas, provocando una caída de los mercados.  En una entrevista para Reuters, en el contexto del anuncio de Trump del 30 de mayo sobre el aumento de los aranceles al acero y al aluminio, Joachim Klement, jefe de estrategia del banco de inversión Panmure Liberum, declaró: "Creemos que, lamentablemente, a medida que el llamado comercio TACO se vuelve más viral, es más probable que Trump se apegue a los aranceles más altos solo para demostrar su valía".  
El 3 de junio de 2025, un martes, el Comité Nacional Demócrata estacionó un camión de tacos alquilado, personalizado con imágenes de Trump disfrazado de pollo, afuera de la sede del Comité Nacional Republicano y distribuyó tacos gratis a los transeúntes "como una forma efectiva de llamar la atención sobre las políticas arancelarias de Trump, que describieron como "jugar con los medios de vida de las familias trabajadoras".   El vicepresidente JD Vance criticó al partido de la oposición como "patético", a lo que el DNC respondió llamándolo "el vicepresidente más vergonzoso de la historia estadounidense" y mencionando que es probable que la Ley One Big Beautiful Bill "le quite la comida a la gente". 
Zeeshan Aleem, escribiendo para MSNBC, criticó a los demócratas por usar TACO como eslogan político por ser inexacto, ya que Trump (a junio de 2025) mantenía aranceles tanto de referencia como específicos. Además, porque "¿Por qué demonios los demócratas desafiarían a Trump a cumplir con sus amenazas arancelarias más extremas?". Aleem cita a Robert Armstrong lamentando el impacto de su creación: "Digámoslo claramente: acobardarse es bueno y digno de celebrar. Acobardarse es una mala política, ¡viva!". Finalmente, porque si el mensaje de los demócratas es que Trump es una amenaza para la democracia, "resulta un poco extraño argumentar simultáneamente que Trump solo habla y nada hace".

### En la cultura popular
Casi inmediatamente después de la respuesta de Trump, el término desencadenó una tendencia de memes sobre Trump que hacían referencia al acrónimo TACO o a la frase directamente. Los memes a menudo empleaban IA generativa para producir imágenes y vídeos artificiales de Trump en situaciones que parodiaban el término viral.   Las caricaturas editoriales parodiaban la reacción de Trump al término, utilizando frecuentemente juegos de palabras y caricaturas exageradas de Putin y Trump.
El término ha sido ampliamente difundido en la prensa internacional,  con la frase traducida al diversos idiomas como al estonio (Trump lööb alati vedelaks),  francés (Trump se dégonfle toujours),  alemán (Trump macht immer einen Rückzieher), noruego (Trump trekker seg alltid),  esloveno ( Trump se vedno ustraši),  Español (Trump siempre se acobarda),  portugués brasileño (Trump sempre amarela),  y en otros idiomas.
Las presentadoras de The View, Whoopi Goldberg, Joy Behar y Ana Navarro, elogiaron la frase TACO en su programa. El análisis y la discusión de Navarro sobre el apodo con otros presentadores incluyeron por qué sospechaban que el nombre había ganado popularidad y qué lo llevó a su popularidad, afirmando: «Para que un apodo sea efectivo, debe ser cierto, como este caso: Su política comercial es ambigua [...] Y tiene que irritar a la persona, como claramente sucedió». La presentadora Sara Haines señaló el uso frecuente de apodos insultantes por parte de Trump para referirse a figuras públicas que le desagradan. Navarro también comparó el apodo, tan popular, con el «karma» por las acciones previas de Trump relacionadas con México al comienzo de su segundo mandato, incluyendo la prohibición de Associated Press de los eventos de prensa en la Casa Blanca debido a su negativa a referirse al Golfo de México como el «Golfo de América».